# Sherbet (EP)
Pour les articles homonymes, voir Sherbet.
Albums de Buono!
Partenza
(2011)
Singles
Sherbet (écrit en majuscules : SHERBET) est le 2e mini-album du groupe de J-pop Buono! (son 6e album en tout), sorti en 2012.

## Présentation
L'album sort le 22 août 2012 au Japon, un an après le précédent mini-album Partenza. Il atteint la 14e place du classement des ventes de l'Oricon. C'est le deuxième album du groupe à sortir sur le label zetima, les précédents étant sortis sur le label Pony Canyon. Il sort aussi dans une édition limitée avec une pochette différente et incluant un DVD en supplément.
L'album contient sept titres, dont une version remaniée de la première chanson du single Hatsukoi Cider / Deep Mind sorti en début d'année. Le DVD contient une version du clip vidéo de la chanson Never gonna stop!, un temps annoncée comme le prochain single du groupe, et un reportage sur le concert donné à Paris en février 2012.

## Titres
CD
1. Fever (FEVER?)
2. Go! Go! Gôda (GO!GO!ゴーダ?)
3. Hatsukoi Cider (Album version) (初恋サイダー...?)
4. Mirai Drive (未来ドライブ?)
5. Believe (BELIEVE★★★?)
6. Natsu no Hoshizora (夏の星空?)
7. Never gonna stop!

DVD
1. Never gonna stop! (Close-up BUONO! Ver.-type.01-)
2. 2012 France Kouen Micchaku Document (2012 フランス公演密着ドキュメント?)